# Mohammed Rabadan
Cet article possède un paronyme, voir Mohamed Ramadan.
 (juin 2010).
Si vous disposez d'ouvrages ou d'articles de référence ou si vous connaissez des sites web de qualité traitant du thème abordé ici, merci de compléter l'article en donnant les références utiles à sa vérifiabilité et en les liant à la section « Notes et références ».
Mohammed Rabadan est le plus grand poète morisque d'après certaines sources[Lesquelles ?].
Il était originaire d'Aragon. Il composa l'essentiel de son œuvre en 1603 mais il fit aussi une biographie de Mahomet d'après les écrits d'Hassan al Basri. On trouve notamment à la Bibliothèque nationale de France son discurso de la luz (BNF Esp. 254). Il s'exila à Tunis où il finit ses jours.